# Télécom Paris
Télécom Paris (Télécom ParisTech, École nationale supérieure des télécommunications) — французское государственное высшее учебное заведение (grande école) и научно-исследовательский институт инженерных наук. 
Расположен в Палезо; является частью Парижского политехнического института и Института Mines-Télécom. В 2021 году стал шестым лучшим французским университетом в мировом рейтинге университетов и седьмым лучшим малым университетом в мире. В рейтинге QS Télécom Paris занимает 64-е место среди лучших ИТ-университетов мира.

## Знаменитые выпускники
- Драи, Патрик, французский предприниматель,
- Кемпе, Джулия, математик немецкого происхождения
- Кюриоль, Селин, французская писательница и журналистка